# The Happy Forest
The Happy Forest est un poème symphonique du compositeur britannique Arnold Bax. Il a été composé d'abord comme pièce pour piano en 1914 puis orchestré en 1922. L'œuvre, dédiée à Eugène Goossens, s'inspire d'une histoire du même nom écrite par Herbert Farjeon (en) présentant une idylle rurale avec des personnages mythiques qui enchantent l'observateur. Le traitement du compositeur est une évocation de l'atmosphère de l'histoire plutôt qu'une description programmatique des événements.

## Contexte
Clifford Bax (en), le frère du compositeur, était rédacteur en chef du magazine trimestriel Orpheus auquel contribuait aussi Herbert Farjeon. La nouvelle de Herbert Farjeon, qu'il appelait « poème en prose » (« prose-poem »), décrite comme un « poème sur la nature » (« Nature Poem »), dépeignait une scène rustique idyllique peuplée de bergers galants et d'un satyre, suggérant presque le monde évoqué par Stéphane Mallarmé et Claude Debussy. La nouvelle décrit l'auteur, allongé dans un bois, entouré de fleurs sauvages, observant une clairière où, à midi, deux bergers rivalisent en vers pour faire l'éloge de leur bien-aimée. Cette scène rappelle les églogues classiques ou les Bucoliques de Virgile ou de Théocrite. Un troisième berger apparaît, remettant à l'un des concurrents la guirlande du vainqueur et jouant de la flûte à bec. Un satyre, peut-être Pan lui-même, apparaît, dansant et conduisant les bergers à l'extérieur de la clairière. Elle a inspiré à Bax une pièce pour piano portant le même titre, achevée en mai 1914 et dédiée à Herbert Farjeon. Ce dernier était un voisin et ami de la famille Bax à Hampstead et il s'est forgé une réputation considérable en tant que critique dramatique, auteurs de sketches de revue et de vers légers.
Après la Première Guerre mondiale, Arnold Bax orchestre l'œuvre. Son biographe Lewis Foreman explique que ni la scène rurale sereine ni la musique que Bax a écrite n'auraient pu être conçues après l'expérience collective de la guerre, et que le compositeur, en orchestrant l'œuvre, « revisitait un monde dont on ne se souvient plus » (« was revisiting a world beyond recall »). La version orchestrale a été dédiée à Eugene Goossens, qui la dirige pour sa création. La première a lieu au Queen's Hall de Londres le 3 juillet 1923. L'œuvre a été dirigée par Henry Wood lors des Proms de 1925.

## Analyse
Le poème en prose de Herbert Farjeon est cité intégralement dans l'étude de Lewis Foreman. L'œuvre de Bax, qui porte la mention « vivacious and fantastic » (« vivace et fantastique »), s'ouvre sur le son des cors et de la harpe en sourdine, mais prend rapidement de l'ampleur.